# Euthalia vacillaria
Euthalia vacillaria är en fjärilsart som beskrevs av Butler 1868. Euthalia vacillaria ingår i släktet Euthalia och familjen praktfjärilar. Inga underarter finns listade i Catalogue of Life.